# إتش بيرت ماك
إتش بيرت ماك (بالإنجليزية: H. Bert Mack)‏ هو شخصية أعمال أمريكي، ولد في 1912، وتوفي في 1992 في بالم بيتش في الولايات المتحدة.